# Микола-Юрій Чорторийський
Микола-Юрій Чорторийський (пол. Mikołaj Jerzy Czartoryski, 1585 — 12 березня 1662, Клевань) — український князь, магнат, державний і політичний діяч, перший сенатор Речі Посполитої з роду князів Чорторийських. Прихильник унії з РКЦ.

## Життєпис
Походив з впливової родини Чорторийських. Син старости луцького Юрія Чорторийського (Юрія Теодоровича) та княжни Ізабели Олександри Вишневецької.
Початок навчання — закладена батьком школа при костелі у Клевані (1592—1593), потім — в єзуїтському колегіумі в Луцьку. Отримав хорошу освіту в Замойській академії.
Після смерті батька в 1626 році стає князем Чорторийським та Клеванським.
У 1633 році отримав посаду волинського каштеляна, став першим сенатором з роду Чорторийських. У 1655—1657 роках був подільським воєводаю. У 1657 році отримав призначення на посаду волинського воєводи. Після нього посаду кременецького старости отримав брат Ян Карл[джерело?].
До кінця життя брав участь у публічних справах.
Помер на замку в Клевані 12 березня 1662, був похований у підземеллях костелу в Клевані, для якого написав дарчу грамоту.

### Маєтності, фундації
Збудував каплицю на замку, спровадив для неї єзуїтів. Надав чимало коштів для будівництва костелу Святої Трійці в м. Олика. Після війни 1648—1654 років надав кошти для відновлення Клеваня. Зокрема, відбудували шерег будинків, замок спорудили нову величну ратушу. Заклав відому тоді стайню у Грабові.

## Родина

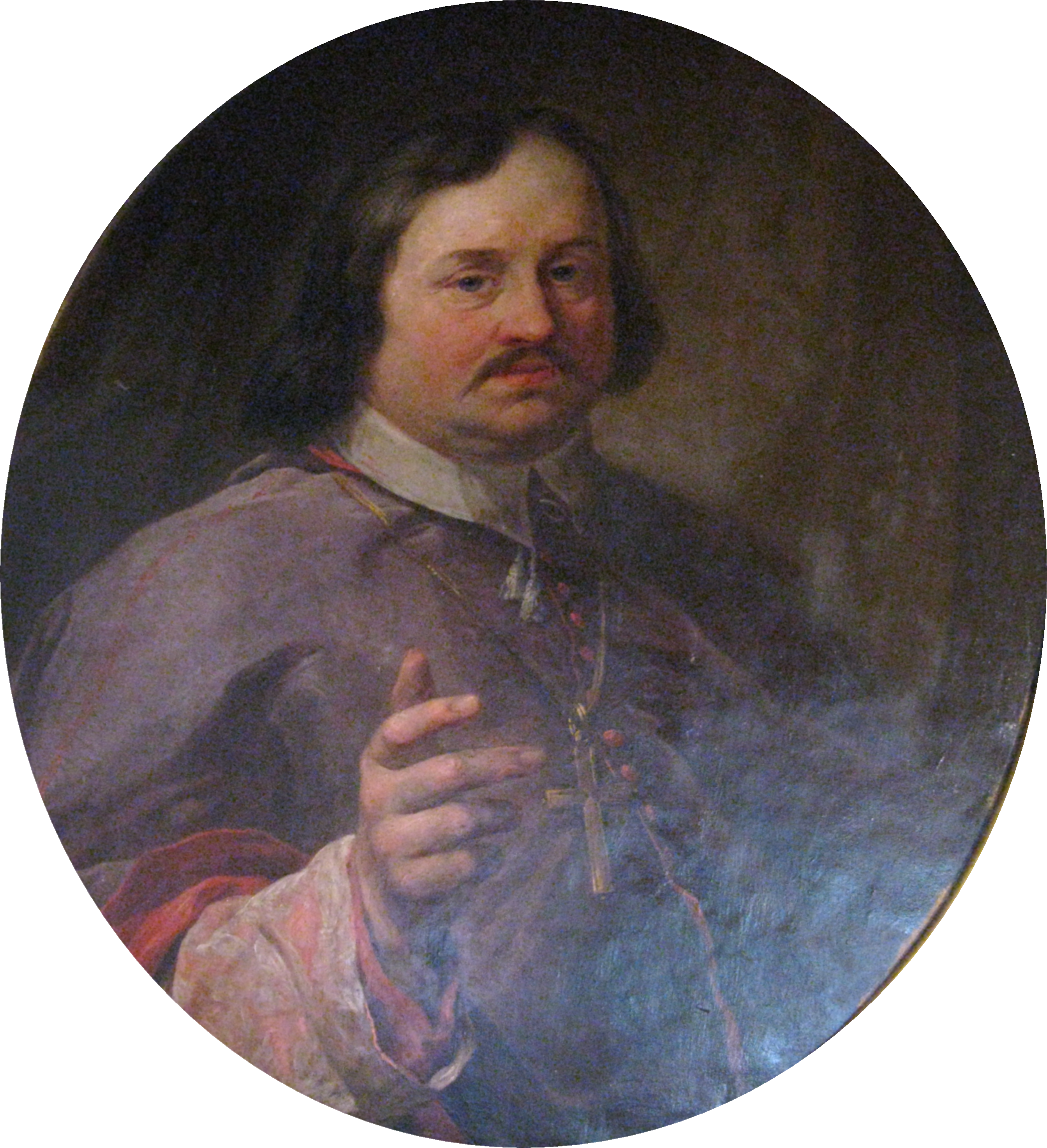
Примас Казимир Флоріан Чорторийський

Дружина — Ізабела Корецька (д/н—1669), донька князя Юхима Корецького. Діти:
- Казимир Флоріан (1620—1674) — латинський архієпископ Ґнєзна, примас Польщі
- Михайло Юрій (1621—1692) — князь Клеванський
- Ян Карл (1626—1680) — князь Чорторийський, підкоморій краківський[6]